# Пахтаабад (Нішанський район)
38°59′31″ пн. ш. 66°29′26″ сх. д. / 38.99194° пн. ш. 66.49056° сх. д.
Пахтаабад (узб. Paxtaobod, Пахтаобод) — міське селище в Узбекистані, в Нішанському районі Кашкадар'їнської області.
Статус міського селища з 2009 року.